# 訓練生
訓練生（英語：Trainee）又叫練習生、見習生，是指在大學、學院畢業後，學生參與公司內的訓練生計劃（trainee program）或研究生計劃（graduate program）。訓練生計劃由私營公司或公共部門的雇主安排，讓訓練生可以參加6至20個月的培訓計劃。訓練生在受訓期間是該公司的僱員，正在接受最初受僱的工作培訓。
在參與這些計劃的期間，預計訓練生將獲得工資，以及預計在計劃結束時獲得全職工作。通常情況下，很多公司會有讓新人實習的2至3個月訓練期，在接受評估後獲得永久性的聘請決定，或者是職位提升的機會。訓練生計劃和實習（internship）的差異，就在於實習的就業機會無法獲得保證。
訓練生計劃通常結合理論和實踐，讓訓練生能夠更充分地融入公司團隊，許多大企業都有制定訓練生計劃。

## 演藝界的類似制度
部分國家的演藝經紀公司，存有類似職場之訓練生的藝人培育制度。經紀公司召募新人後，會先將新人定位為見習者，以進行歌藝、舞蹈、談話能力等一系列的培訓工作，時間可長可短，視新人的資質而定；待表演能力達到一定水平後，才會正式出道，給予正式的藝人地位。此類培育制度以針對歌手或偶像藝人的培育為主，包括韓國的「練習生」、日本的「研究生」、中國大陸的「預備生」等。

## 另見
- 训练、在職訓練
- 实习

## 外部連結
- 维基共享资源上的相關多媒體資源：訓練生